# Pelidnota granulata
Pelidnota granulata är en skalbaggsart som beskrevs av Hippolyte Louis Gory 1834. Pelidnota granulata ingår i släktet Pelidnota och familjen Rutelidae. Inga underarter finns listade i Catalogue of Life.